# Brivido (film 1941)
Brivido è un film del 1941 diretto da Giacomo Gentilomo.

## Trama
Uno scrittore di gialli si trova in un momento di crisi creativa e non riesce a completare il suo ultimo romanzo. Nella sua casa viene uccisa una donna e questo delitto gli fornisce uno spunto per concludere il romanzo. Senza rendersene conto riesce anche a scoprire il vero colpevole.

## Produzione
Prodotto da Mario Borghi per INCINE, girato negli stabilimenti Pisorno di Tirrenia, con l'aiuto alla regia di Mario Monicelli, tratto dalla commedia Il triangolo magico di Alessandro De Stefani.

## Distribuzione
Il film venne distribuito nelle sale cinematografiche italiane il 12 ottobre del 1941.